# Wilhoite-Nunatakker
Die Wilhoite-Nunatakker sind eine Gruppe dunkler Nunatakker im Transantarktischen Gebirge. Sie liegen nahe dem Polarplateau rund 19 km südwestlich der All-Blacks-Nunatakker.
Das Advisory Committee on Antarctic Names benannte sie 1965 nach dem Wetterschiff USS Whilhoite der United States Navy für die Unterstützung der Flüge zwischen Neuseeland und der Antarktis im Rahmen der Operation Deep Freeze des Jahres 1961.